# Hydroptila sikanda
Hydroptila sikanda är en nattsländeart som beskrevs av Gonzalez och Malicky 1988. Hydroptila sikanda ingår i släktet Hydroptila och familjen smånattsländor. Inga underarter finns listade i Catalogue of Life.